# Base de la Fuerza Aérea Laughlin
La Base de la Fuerza Aérea Laughlin es un lugar designado por el censo y base aérea de la Fuerza Aérea de los Estados Unidos ubicada en el condado de Val Verde, en el estado estadounidense de Texas. En el Censo de 2010 tenía una población de 1.569 habitantes y una densidad poblacional de 100,51 personas por km².

## Geografía
La Base de la Fuerza Aérea Laughlin se encuentra ubicada en las coordenadas 29°21′31″N 100°46′39″O / 29.35861, -100.77750. Según la Oficina del Censo de los Estados Unidos, la Base de la Fuerza Aérea Laughlin tiene una superficie total de 15,61 km², de la cual 15,5 km² corresponden a tierra firme y (0,68%) 0,11 km² es agua.

## Demografía
Según el censo de 2010, había 1.569 personas residiendo en la Base de la Fuerza Aérea Laughlin. La densidad de población era de 100,51 hab./km². De los 1.569 habitantes, la Base de la Fuerza Aérea Laughlin estaba compuesta por el 82,6% blancos, el 7,84% eran afroamericanos, el 0,7% eran amerindios, el 2,55% eran asiáticos, el 0,32% eran isleños del Pacífico, el 1,34% eran de otras razas y el 4,65% pertenecían a dos o más razas. Del total de la población el 10,96% eran hispanos o latinos de cualquier raza.

## Educación
Niños de edades escolares asisten a las escuelas del Distrito Escolar Consolidado Independiente San Felipe Del Rio.